# Castelli di Jesi Verdicchio Riserva
Castelli di Jesi Verdicchio riserva è la denominazione di origine controllata e garantita di un vino bianco prodotto nelle provincie di Ancona e di Macerata.

## Zona di produzione
La zona di produzione delle uve comprende le aree vitate presenti nei comuni di Arcevia, Barbara, Belvedere Ostrense, Castelbellino, Castelleone di Suasa, Castelplanio, Corinaldo, Cupramontana, Maiolati Spontini, Mergo, Montecarotto, Monte Roberto, Morro d'Alba, Ostra, Ostra Vetere, Poggio San Marcello, Rosora, San Paolo di Jesi, San Marcello, Senigallia, Serra de' Conti, Serra San Quirico e Staffolo in provincia di Ancona; Apiro e Cingoli in provincia di Macerata. 
La menzione "Classico" è riservata al vino ottenuto nella zona originaria più antica, escludendo i territori posti alla sinistra del fiume Misa e quelli di Ostra e di Senigallia.

## Storia
La viticoltura, già presente nella Marca Anconetana in epoca preromana, venne rinnovata dai monaci benedettini e camaldolesi.
Nei primi anni del XVI secolo lo spagnolo Herrera, professore a Salamanca, descrisse le più comuni varietà di viti e la tecnica di vinificazione in bianco.
Del vitigno Verdicchio scrisse: «Il vino di questo vitame è migliore di niuno altro bianco. Si conserva per lungo tempo, è molto chiaro, odorifero e soave. Ma l’uva di esso per mangiare non vale molto.»
La Commissione Ampelografica Provinciale, presieduta dall'enologo De Blasis, nel 1871 pubblicò i "Primi studi sulle viti della Provincia di Ancona", segnalando il Verdicchio o Verdeccio nel mandamento di Jesi.
Il vino Verdicchio acquisì notorietà commerciale all'inizio degli anni '50 quando due produttori collocarono la cantina in uno dei castelli e caratterizzarono il prodotto con una bottiglia tipica, l'anfora etrusca disegnata da Maiocchi.

## Tecniche di produzione
È vietata la forma di allevamento a pergola detta tendone. Tutte le operazioni di cantina devono essere effettuate nei comuni su cui ricade la zona disciplinata; sono autorizzate altre ditte delle province di Ancona e Macerata.
Nell'etichettatura deve figurare l'annata di produzione delle uve.

## Disciplinare
La DOC è stata approvata con DM 12.09.1995 G.U. 231 

La DOCG è stata riconosciuta con DM 18.02.2010 G.U. 50

Successivamente il disciplinare ha subito le seguenti modifiche:
- DM DM 26.07.2011 G.U. 195
- DM 30.11.2011Pubblicato sul sito ufficiale del Mipaaf

La versione in vigore è stata approvata con DM 07.03.2014 pubblicato sul sito ufficiale del Mipaaf

## Tipologie

### Castelli di Jesi Verdicchio riserva
| uvaggio                        | verdicchio 85% minimo                 |
| titolo alcolometrico minimo    | 12.50% vol                            |
| acidità totale minima          | 4,50 g/l.                             |
| estratto secco minimo          | 17,00 g/l                             |
| resa massima di uva per ettaro | 100 q.                                |
| resa massima di uva in vino    | 70%                                   |
| invecchiamento                 | 18 mesi di cui almeno 6 in bottiglia. |